# Wojdan Shaherkani
Wojdan Ali Seraj Abdulrahim Shahrkhani (in arabo وجدان علي سراج الدين شهرخاني‎?; La Mecca, 1º febbraio 1996) è una judoka saudita.

## Carriera
Shaherkani ha iniziato a praticare il judo perché il padre ne è un arbitro. Ha ottenuto nel 2012 la cintura blu, dopo aver praticato la disciplina per due anni, e la sua prima competizione ufficiale è stata in occasione dei Giochi Olimpici di Londra, nello stesso anno.

### Giochi Olimpici 2012
È stata una delle due sole donne (insieme all'ottocentista Sarah Attar) selezionate a rappresentare l'Arabia Saudita ai Giochi della XXX Olimpiade e a gareggiare nella categoria +78 kg di Judo.
Il suo accesso ai giochi è avvenuto dopo che il Comitato Olimpico Internazionale ha messo sotto pressione il Comitato Olimpico dell'Arabia Saudita (paese in cui lo sport femminile è fortemente scoraggiato e le gare inesistenti) per convincerlo ad includere alcune rappresentanti femminili nella squadra olimpica, arrivando anche a minacciare sanzioni.
Il Comitato Olimpico dell'Arabia Saudita ha accettato ma non ha pubblicizzato la partecipazione dell'atleta e anzi ha imposto speciali regole a Shaherkhani (che, quindi, non ha avuto accesso alle gare olimpiche vincendo competizioni nazionali, ma su invito) riguardanti il suo comportamento, richiedendo che vestisse modestamente, fosse seguita da un accompagnatore maschile e non potesse frequentare uomini. In più, durante le gare il suo abbigliamento doveva sottostare alla legge islamica.
Per questo il 30 luglio 2012, Shaherkani dichiarò che non avrebbe partecipato alle competizioni se non avesse potuto indossare il suo hijab, nonostante la sua fiera intenzione di partecipare e di, come disse il padre, poter scrivere una «nuova storia per le donne dell'Arabia Saudita».
Il giorno successivo il CIO e l'International Judo Federation annunciarono di aver raggiunto un accordo sul genere di hijab da far indossare a
Shaherkani, una sorta di cuffia nera aderente, non chiusa sul collo per evitare rischi di soffocamento.
Shaherkani ha perso il suo primo combattimento contro Melissa Mojica in soli 82 secondi per ippon, ma dopo la gara ha affermato (in arabo, in quanto non conosce l'inglese), nonostante non avesse mai partecipato a tornei così importanti e la questione del hijab le avesse tolto molta concentrazione: «Sono molto felice di essere alle Olimpiadi. Sfortunatamente non abbiamo vinto nessuna medaglia ma in futuro lo faremo e io sarò il riferimento per la partecipazione di altre donne». Inoltre ha detto che continuerà a praticare il judo.
Sebbene il suo combattimento non sia stato trasmesso in nessun canale televisivo saudita, è stato reso disponibile all'interno del Regno da più reti televisive del mondo arabo.